# エジプト逃避途上の休息 (カラヴァッジョ)
『エジプト逃避途上の休息』（エジプトとうひとじょうのきゅうそく、伊: Riposo durante la fuga in Egitto、英: Rest on the Flight to Egypt）は、17世紀イタリア・バロック期の巨匠ミケランジェロ・メリージ・ダ・カラヴァッジョがキャンバス上に油彩で制作した絵画である。カラヴァッジョがファンティーノ・ペトリニャーニ邸に滞在していた1597年ごろに、ピエトロ・ヴィットリーチェ (Pietro Vittrice) から委嘱された。作品は、1650年にドンナ・オリンピア・マイダルキーニ・パンフィーリ (Donna Olimpia Maidalchini Pamphilj) に購入され、現在、ローマのドーリア・パンフィーリ美術館に所蔵されている。なお、カラヴァッジョがヴィットリーチェから本作とともに委嘱された『悔悛するマグダラのマリア』も、ドーリア・パンフィーリ美術館の所蔵となっている。

## 主題
この絵画の主題は、『旧約聖書』中の「マタイによる福音書」(2章13-14) から採られている。誕生したばかりのイエス・キリストの養父聖ヨセフは、天使からお告げを受けた。それは、ヘロデ大王が「ユダヤ人の王」となる新生児の脅威から自身を守るためにすべての初子 (ういご) を殺そうとしているというものであった。ヨセフは、聖母マリア、イエスとともにローマ帝国領となっていたエジプトへ逃げよという天使の指示に従った。この聖書の主題は、16世紀末から絵画に登場するようになる。

## 作品

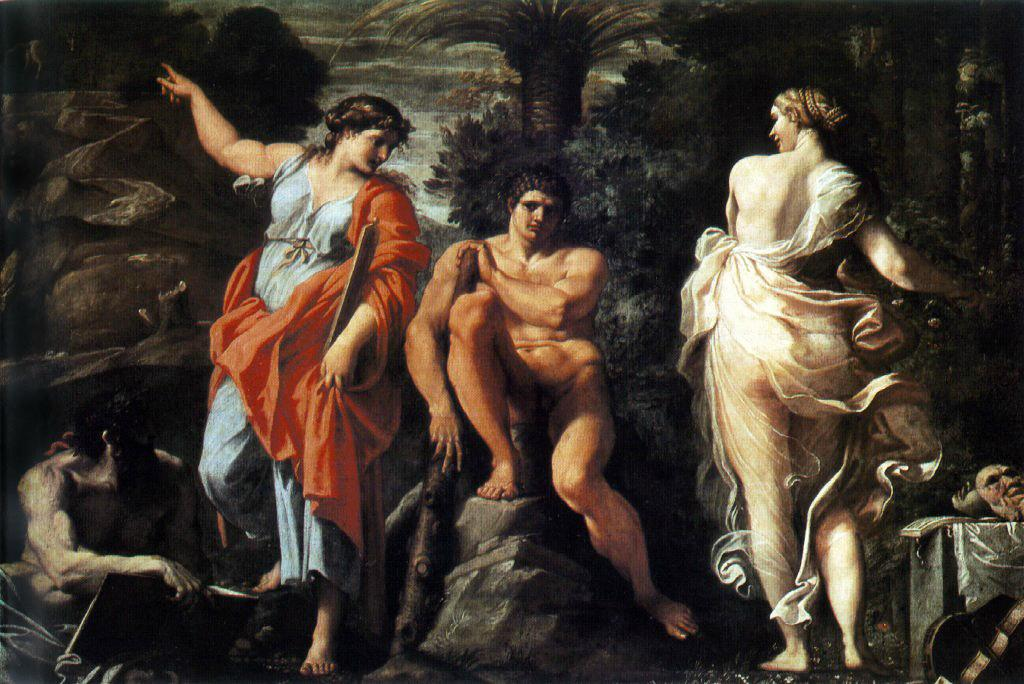
アンニーバレ・カラッチ『分かれ道のヘラクレス』 (1596年)、カポディモンテ美術館、ナポリ

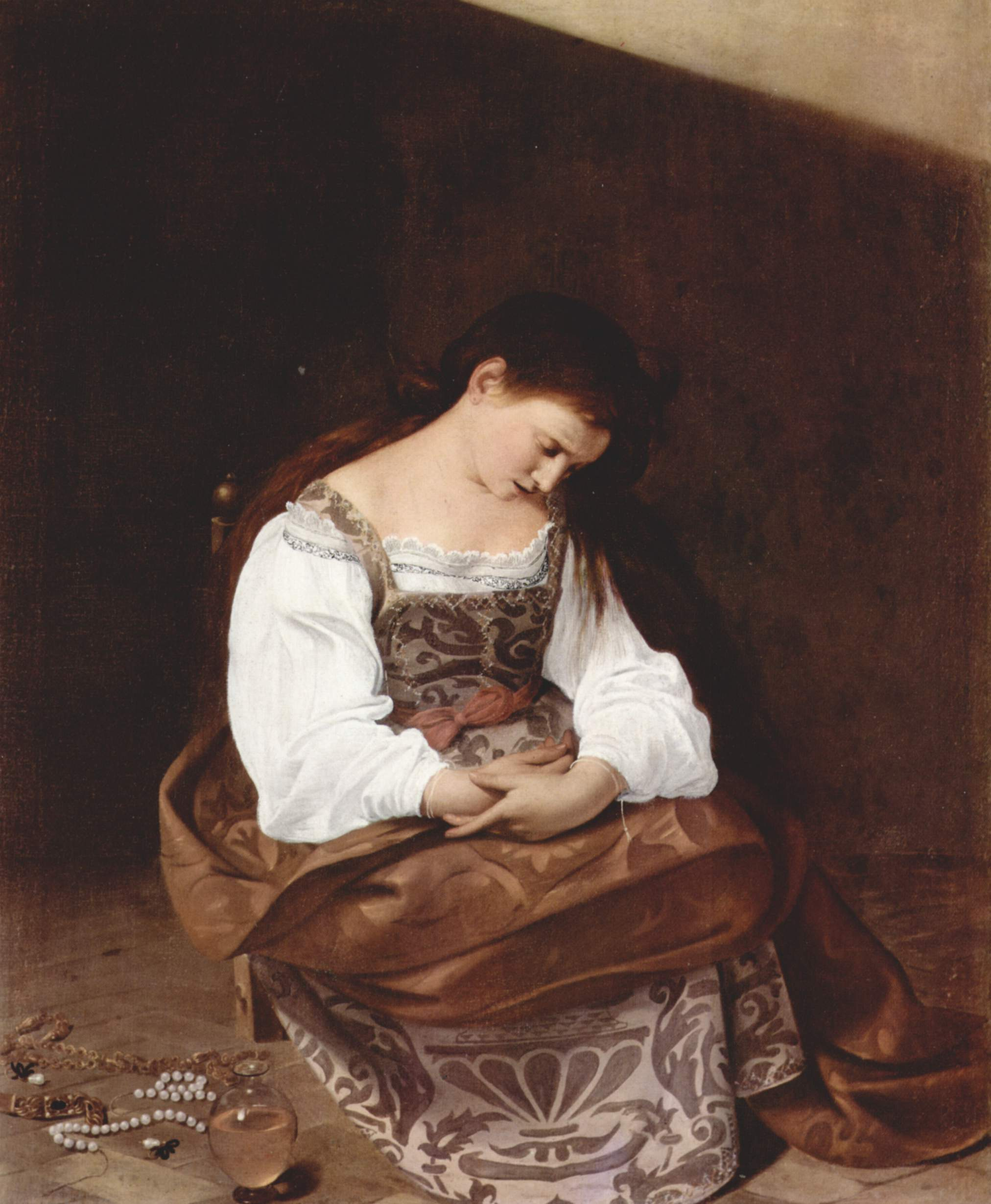
カラヴァッジョ『悔悛するマグダラのマリア』 (1597年ごろ)、ドーリア・パンフィーリ美術館、ローマ

画面中央には後ろ向きの天使が立ち、ヴァイオリンを弾いて聖家族を慰めている。天使の姿は、マニエリスム的といってもよい非常に優美なものである。左側のヨセフは楽譜を手に持ちながら天使を見つめ、その後ろにはロバの目が光っている。右側には秋の静かな川 (または湖) の風景が広がり、その前で聖母マリアが幼子イエスを抱いて眠りに落ちているが、その安らぎに満ちた表現はカラヴァッジョの作品中、異色のものである。なお、聖母マリアは『悔悛するマグダラのマリア』のポーズに類似しており、モデルも同一であるのかもしれない。アンナ・ビアンキーニという名の娼婦がモデルだとも思われている。
天使が中央に立つといういかにも大胆な構図は、アンニーバレ・カラッチの『分かれ道のヘラクレス』 (カポディモンテ美術館、ナポリ) のような作品から着想を得たのかもしれない。いずれにしても、このような構図によって画面は二分されている。しかし、聖母子のいる右側の空間は水と緑に満ちている一方、ヨセフのいる左側の空間は枯れ木を背景に石がごろごろ転がっている。この左右の違いは、地の民 (ヨセフ) と天の民 (聖母子) の対比を示しているとも解釈できる。
この絵画で第一に注目すべき点は音楽が主役と思われることである。ヨセフが持つ楽譜は単なる飾りではなく、そこからは明瞭に曲を読み取ることができる。研究者によれば、ノエル・バウルデウィン (1480年ごろ-1530年ごろ) というフランドルの作曲家による曲で、イタリアでは1519年に出版されたモテット『あなたはなんと美しく楽しいおとめか』であるという。『旧約聖書』中の「雅歌」(7章) にある婚約した若者と乙女の愛の歌にもとづくモテットであるが、画中のヨセフが捧げ持つのは歌詞のないヴァイオリンのためのパート譜である。

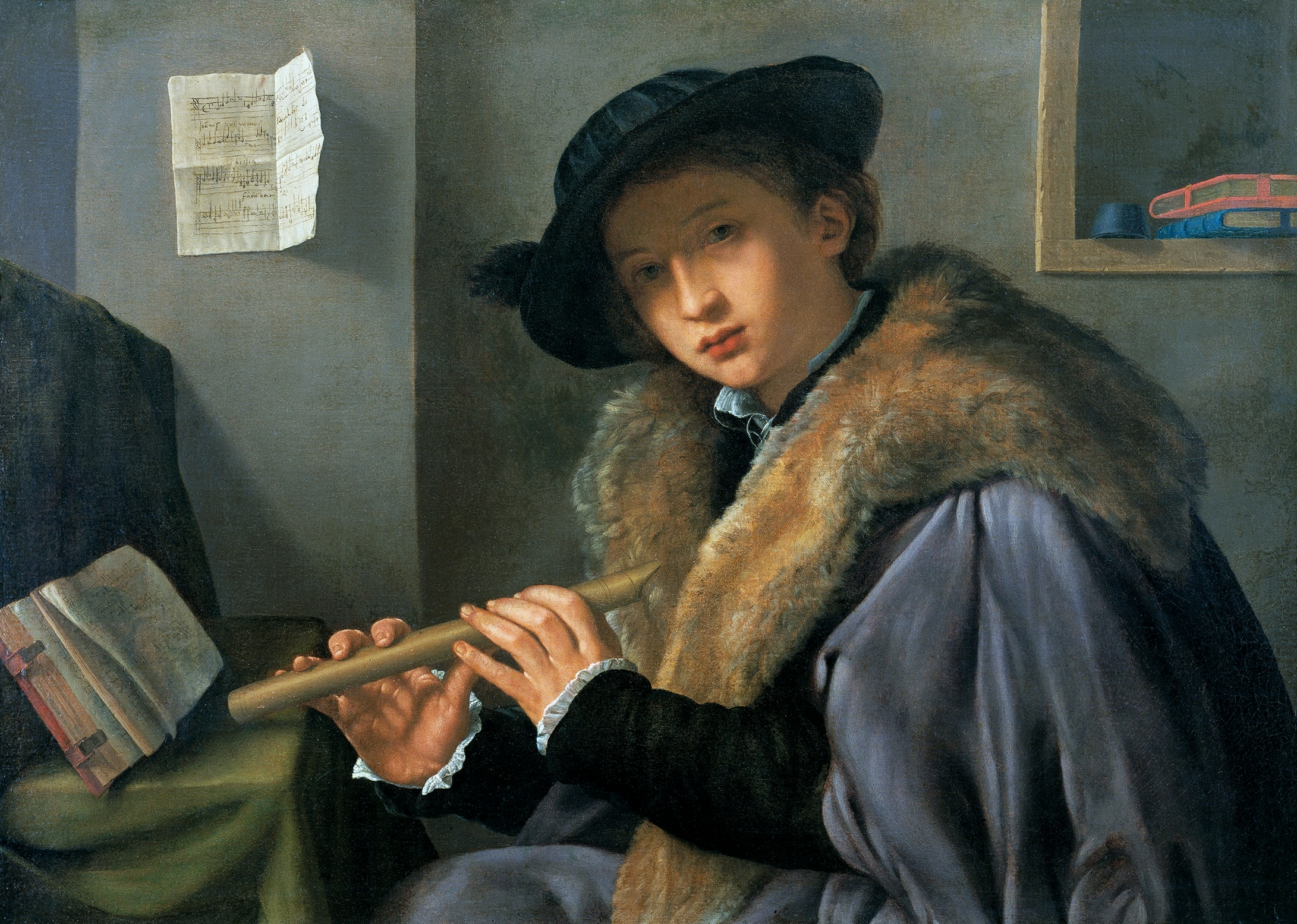
ジローラモ・サヴォルド『リコーダーを手にする若者』 (1540年ごろ)、トジオ・マルティネンゴ美術館、ブレシア

このように絵画の中に実際の楽譜を描きこむというアイデアは、ジローラモ・サヴォルドの『リコーダーを手にする若者』 (トジオ・マルティネンゴ美術館、ブレシア) など北イタリアの絵画に先例が見られる。本作の注文主のヴィットリーチェ家は絵画のコレクターではなかったが、家にチェンバロを持つ音楽愛好家であった。したがって、天使が奏でる音楽は、ヴィットリーチェ家の人々によって指定されたものであろう。また、楽譜も彼らが所有するものであったと考えられる。さらに、天使が弾くヴァイオリンも、学者が「近代ヴァイオリンの最初の図解の1つ」と評するほどのものである。
背景に広がる風景も注目すべき点である。カラヴァッジョの故郷ロンバルディア地方の風景、あるいはヴェネツィア派やロンバルディア派絵画のような風景を想起させるが、やや緊迫した空気はヴェネツィア派絵画に一般的なアルカディア的な風景とは異なる。ちなみにカラヴァッジョは本作以降、人間のドラマに集中し、風景をこのように描くことはなくなる。本作に見られる抒情性、宗教的な意味、音楽への愛は、神愛オラトリオ会の教えに共感するピエトロ・ヴィットリーチェの要望に沿うものだったといえるであろう。
とはいえ、カラヴァッジョの描く天使やヨセフ、聖母子は日常の続きとして描かれている。美術史家のヘルマン・フォスは、すべてが「静物のように描かれている」と述べたが、ヨセフの重ね合わせた足の指、ロバの目、ヴァイオリンの弦、天使の白衣、藁で巻かれた瓶など、あらゆる細部が鑑賞者の関心を引き、楽しませる。